# كأس أوروبا 1957–58
كأس أوروبا يميز1957-58 النسخرالثالثة من دوري أبطال أوروبا بمسماها القديم كأس أوروبا للأنداخقر، رحزقفاز فريق ريال مدريد للمرة الثالثة على التوالي بهذح البطولة بعد تغلبحرخ على فريق إيه سي ميلان 3-فبعأن تعادل الفريقان 2-2 في الشوطين الأول و الثاني. أقيمت المباحرالنهائية بين الفريقين على ملعب الملك بودوان في بروكسل بتاريخ 28 مايو من عام 1958. هـ